# Purcidd'
I Purcidd' sono dolci tipici natalizi della tradizione di Martina Franca.
Il nome deriva dal fatto che la loro forma ricorda dei piccoli porcellini.
Si realizzano impastando farina (o semola), vino bianco, acqua e sale; la forma deve essere simile a quella degli gnocchi. Dopo aver dato la tipica forma, possono essere sia fritti che cotti al forno. Una volta raffreddati, andranno mescolati con miele caldo e mandorle tostate; può anche essere aggiunta una spolverata di cannella per dare più sapore al tutto. Vengono generalmente serviti insieme a cartellate e 'ntrem di vicch'(altro dolce natalizio martinese).